# Les Nuits de Sister Welsh
Pour plus de détails, voir Fiche technique et Distribution.
Les Nuits de Sister Welsh est un film français réalisé par Jean-Claude Janer sorti en 2010.

## Fiche technique
- Réalisation : Jean-Claude Janer
- Scénario : Jean-Claude Janer; Agnès de Sacy et Hélène Angel
- Photographie : Fabien Lamotte
- Décors : Stéphane Lévy
- Son : Michel Casang, Julien Bourdeau et Stéphane Larrat
- Costumes : Virginia Vogwill
- Montage : Franck Nakache
- SOFICA : Cofinova 6
- Durée : 78 min
- Date de sortie :
  -  France : 27 octobre 2010

## Distribution
- Anne Brochet : Sister Welsh / Catherine
- Louise Blachère : Emma
- Bernard Blancan : Henry
- Davia Martelli : Marion
- Laurent Delbecque : Fabrice
- Lily Bloom : Jane Ashley
- Émilie Gavois-Kahn : Brenda Mac Cullock
- Brigitte Lucas : Mother O'Brady
- François Négret : Paul
- Coline Cambois : Isabelle
- Tancrède Cervoni : Pierre